# Relations entre la Russie et l'Ukraine
Les relations entre la Russie et l'Ukraine sont des relations internationales bilatérales qu'entretiennent la Russie et l'Ukraine, deux États limitrophes de l'espace post-soviétique.
Les deux pays partagent une longue histoire médiévale commune. La Rus' de Kiev est l'ancienne entité politique commune à l'histoire des trois États slaves orientaux modernes : Biélorussie, Russie et Ukraine.
Par le traité de Pereïaslav, en 1654, l'État cosaque est intégré à l'Empire russe mais dispose d'une large autonomie face à l'État russe.
L'autonomie de l'Ukraine est supprimée à la fin du XVIIIe siècle, sous le règne de Catherine II.
À la suite de la révolution de février 1917 en Russie, l'Ukraine connaît sa première indépendance qui tiendra jusqu'en 1921.
À la suite de la dislocation de l'URSS en 1991, l'Ukraine retrouve son indépendance.
Les relations entre la Russie et l'Ukraine sont complexes depuis la dislocation de l'URSS. Elles sont émaillées de plusieurs différends économiques (conflits gaziers). Elles se sont amplement tendues dans le cadre de la guerre russo-ukrainienne depuis 2014, jusqu'à atteindre un état de guerre non-déclarée, en raison de la crise de Crimée, qui voit la Crimée et Sébastopol (territoires ukrainiens depuis 1954) être annexés unilatéralement par la fédération de Russie à la suite du référendum de 2014, non reconnu par la majorité de la communauté internationale. Elles se sont aussi tendues en raison de la guerre du Donbass, dans laquelle la Russie est impliquée en y menant une guerre hybride. Le 24 février 2022, date du début de l'invasion russe générale du pays après une crise diplomatique débutée en mars 2021, l'Ukraine rompt ses relations diplomatiques avec la Russie.
La Russie dispose d'une ambassade à Kiev et de consulats à Kharkiv, Lviv et Odessa. L'Ukraine a une ambassade à Moscou et des consulats à Rostov-sur-le-Don, Saint-Pétersbourg, Iekaterinbourg, Tioumen et Vladivostok.

## La Rus' de Kiev
Les deux pays partagent une longue histoire médiévale commune. La Rus' de Kiev est la plus ancienne entité politique commune à l'histoire des trois États slaves orientaux modernes : Biélorussie, Russie et Ukraine. Kiev, capitale de l'Ukraine moderne, est considérée comme le berceau de la civilisation slave orientale. Après l'invasion mongole de la Rus' de Kiev (1223-1240), l'histoire des peuples ukrainien et russe a commencé à diverger. Les provinces de la Rus' de Kiev les plus au nord restent sous la domination mongole, puis gagnent leur indépendance en formant le tsarat de Russie avec Moscou comme capitale. En revanche, les territoires ukrainiens et biélorusses intègrent le grand-duché de Lituanie où le vieux ruthène devient la langue officielle.

## Intégration à l'Empire russe (1654-1917)
Au XVIIe siècle, la république des Deux Nations, issue de l'union entre le grand-duché de Lituanie et le royaume de Pologne, connaît des conflits entre les catholiques et les orthodoxes. Lors du soulèvement de 1648, Bogdan Khmelnitski cherche à obtenir l'indépendance de l'Ukraine. La guerre avec Varsovie étant longue et dévastatrice, Khmelnytsky est forcé de s'allier avec l'État moscovite, avec qui il signe le Traité de Pereïaslav (1654). À ce moment, il ne contrôle qu'une partie de l'Ukraine actuelle. L'État cosaque, fondé par Khmelnytsky continue à jouir d'une vaste autonomie face à l'État russe. Cette autonomie n'est supprimée définitivement qu'à la fin du XVIIIe siècle, sous le règne de Catherine II. Lors des partages de la Pologne à la fin du XVIIIe siècle, l'Ukraine est progressivement intégrée dans l'Empire russe. Cependant, la partie ouest du pays est intégrée à l'empire d'Autriche.
Le 18 juillet 1863, un décret du ministre de l'Intérieur russe Piotr Valouïev (russe : Пётр Валуев) limite l'usage de la langue ukrainienne. D'autres mesures restrictives s'ajoutent. La publication et même l'importation des livres en ukrainien sont interdites.

## Indépendance avortée (1917-1921)
À la suite de la révolution de Février (1917), le Conseil central de l’Ukraine (Rada centrale) proclame l’autonomie de l’Ukraine, puis, à la suite du coup d’État bolchévique, la République populaire ukrainienne. Le gouvernement bolchévique cherche à écraser militairement le nouvel État, mais est obligé de le reconnaître à la suite du traité de Brest-Litovsk.
Nestor Makhno, anarchiste ukrainien fait de  Houliaïpole, le centre régional d’une guérilla libertaire. De novembre 1918 à juin 1919, la Makhnovtchina contrôle le sud-est de l’Ukraine, y compris le port de Marioupol et une portion du Donbass. L’influence de ses partisans s’étend jusqu’aux portes de Kharkiv, au nord, et d’Odessa, à l’ouest. Des « communes libres » voient le jour à l’initiative des paysans les plus déshérités, en liaison avec des « conseils libres des travailleurs ».
En 1919-1920, les indépendantistes ukrainiens tentent de faire face à la fois aux bolchéviques et aux Armées blanches russes. En 1921, ils perdent définitivement, mais la guérilla indépendantiste continue pendant encore quelques années (notamment la république de Kholodnoïarsk (1919-1922) dans le massif forestier de Kholodnyi Yar (uk)).

## Époque soviétique (1921-1991)
En 1920, la république socialiste soviétique d'Ukraine, république constitutive de l'URSS est instaurée, absorbant le territoire de l'ancienne République populaire ukrainienne fondée en mars 1917 à la suite de la révolution russe.
En 1932-1933, sous Staline, une grande famine sévit en Ukraine, l'Holodomor, qui aurait fait entre 4 et 7 millions de morts ukrainiens. Au début du XXIe siècle, la responsabilité des autorités soviétiques dans la genèse et l'ampleur de la famine est généralement reconnue (à travers la collectivisation, les campagnes de « dékoulakisation », les réquisitions excessives de denrées alimentaires auprès des paysans et les limitations aux déplacements imposées en pleine famine), mais de nombreuses divergences d'analyse persistent entre historiens sur l'importance relative des différents facteurs qui ont engendré la famine, ainsi que sur les visées réelles de Staline.
La question de savoir si le Holodomor constitue ou non un génocide reste âprement débattue. Fin 2006, l'Ukraine a officiellement qualifié le Holodomor de génocide, qualification reconnue par un certain nombre de pays dont les États-Unis. Le caractère génocidaire de cette famine est cependant contesté par le Kazakhstan et la Russie, qui arguent notamment que l'Ukraine n'a pas été la seule république touchée, et n'est pas reconnue par l'ONU. Le Parlement européen a reconnu en 2008 l'Holodomor comme un crime contre l'humanité, jugeant qu'il s'agissait d'une famine provoquée et d'un « crime contre le peuple ukrainien et contre l'humanité ».
Pour l'historien Nicolas Werth, « cet événement impulse une réflexion sur la responsabilité du pouvoir central et sur la place de l'Ukraine, la deuxième république soviétique par sa population, au sein de l'URSS : [...] est-elle destinée, après avoir été, sous Staline, un grenier à blé surexploité, à devenir la poubelle nucléaire de l'URSS ? ».

## Indépendance de l'Ukraine (depuis1991)
Comme toutes les républiques constitutives de l'URSS, la république socialiste soviétique d'Ukraine déclare son indépendance en 1991. Cet événement stupéfie la population russe et les dirigeants de la Russie. Ils ne voient pas l'Ukraine comme une nation mais plus comme une composante régionale de la nation russe. Pour nombre d'entre eux l'ukrainien est moins une langue à part entière qu'un dialecte du russe. Par ailleurs l'Ukraine a les mêmes origines historiques que la Russie et elle fait partie de cette dernière depuis plusieurs siècles. La Russie reconnait néanmoins officiellement l'Ukraine en décembre 1991. Mais intellectuels (notamment Soljenitsyne) comme hommes politiques considèrent qu'il s'agit d'une situation provisoire et que l'Ukraine va réintégrer la Russie à court terme. Aussi bien chez les hommes politiques que dans la population russe, ce jugement reste encore majoritaire dans les années 2010.
La Crimée constitue un sujet de contentieux très important dès l'indépendance de l'Ukraine. Cette région, rattachée à l'Ukraine en 1954, est la seule peuplée majoritairement de russes ethniques (66 % en 1989 contre 27 % d'ukrainiens). Dès 1989, la décision des dirigeants ukrainiens de choisir l'ukrainien comme unique langue officielle braque les habitants russophones de Crimée. Avec l'indépendance de l'Ukraine, beaucoup d'entre eux ont l'impression d'être devenus des citoyens de second rang. Enfin le retour des habitants originels, les Tatars de Crimée déportés par Staline, leur font craindre des représailles de la part des descendants de familles dont ils occupent parfois les habitations. Malgré un statut spécifique de région autonome accordé par les autorités ukrainiennes dès février 1991, de puissants mouvements sécessionnistes apparaissent. Par ailleurs pour beaucoup de russes, la Crimée fait partie de leur histoire. Conquise en 1783, elle a permis à la Russie d'accéder aux mers chaudes et elle a été le théâtre de deux épisodes symboliques de l'histoire russe : la guerre de Crimée dans les années 1850 et la défense héroïque de l'Armée rouge contre les armées allemandes durant la Seconde Guerre mondiale.

### Ukraine indépendante
À la suite de la dislocation de l'URSS en 1991, l'Ukraine possédait le troisième plus gros arsenal nucléaire au monde. De 1994 à 1996 elle retourne ses 1 900 armes nucléaires stratégiques à la Russie pour qu'elles soient démantelées en application du Mémorandum de Budapest dans lequel la fédération de Russie, avec d'autres pays affirment «leur obligation de s’abstenir de recourir à la menace ou à l’emploi de la force contre l’intégrité territoriale ou l’indépendance politique de l’Ukraine».
Les relations russo-ukrainiennes sont tendues (notamment à propos de la Crimée abritant la Flotte de la mer Noire de la marine russe mais aussi en raison de la mer d'Azov partagée entre les deux États) et se détériorent grandement à la suite de la révolution orange en 2004 et des crises gazières de 2006 et de 2008. Moscou tente, cependant, entre 2010 et 2014, de renouer avec des relations plus amicales avec l'Ukraine, sur le plan économique, politique et social.
Considérables en Ukraine, les intérêts économiques russes contrôlent des parts de marché dans le secteur de l'énergie et dans celui des médias.

### Révolution orange et présidence pro-occidentale de Viktor Iouchtchenko (2004-2010)
La révolution orange est le nom donné à une série de manifestations politiques ayant eu lieu en Ukraine à la suite de la proclamation le 21 novembre 2004 du résultat du deuxième tour de l'élection présidentielle, que de nombreux Ukrainiens perçoivent comme truqué par le gouvernement de Viktor Ianoukovytch et par le puissant clan de Donetsk, dont l'oligarque Rinat Akhmetov. Certains sont également outrés par l'appui médiatique, politique et logistique de Vladimir Poutine et du gouvernement russe à Ianoukovytch. Organisées par le candidat malheureux à la présidence, Viktor Iouchtchenko et son alliée Ioulia Tymochenko, les protestations prennent rapidement de l'ampleur. Des millions d'ukrainiens à travers tout le pays descendent dans les rues des principales villes. Une révolution populaire est née de ces immenses manifestations.
Elles reçoivent une aide financière des opposants du clan de Donetsk, dont certains avaient des fortunes considérables. La révolution bénéficie du soutien des nombreux gouvernements occidentaux, dont celui des États-Unis, et de financements d'organisations américaines, elle mobilise plus d'un demi-million de manifestants à Kiev et à travers le pays pendant une quinzaine de jours.
Le résultat immédiat de la révolution orange est l'annulation par la Cour suprême du scrutin et l'organisation d'un nouveau vote le 26 décembre 2004 qui voit la victoire de Viktor Iouchtchenko, qui réunit 52 % des voix contre 44 % pour son rival Viktor Ianoukovytch ; sa présidence est cependant entachée de crises politiques multiples avec les gouvernements successifs.
D'un point de vue géopolitique, la révolution orange marque un rapprochement de l'Ukraine avec l'OTAN et avec l'Union européenne.
Le phare du cap Sarytch, en Crimée, est occupé par l'armée russe depuis le 3 août 2005, situation à l'origine d'un différend entre la Russie et l'Ukraine, cette dernière souhaitant le récupérer. L'île de Touzla, dans le détroit de Kertch, constitue un autre point de désaccord récurrent.
Le débarquement de matériel militaire américain dans le port de Teodosiia, en Crimée, en 2006 en prévision de l'exercice Sea Breeze 2006 a détérioré davantage les relations bilatérales. Il en est résulté un clivage à l'intérieur-même de l'Ukraine entre les prorusses, les pro-Occidentaux et les « neutralistes ». Les tensions autour du statut de la ville de Sébastopol et les questions relatives au retrait de la flotte russe de la mer Noire y stationnant ravivent de nombreuses inquiétudes quant aux relations entre la Russie et l'Ukraine dont la possibilité de la réalisation d'un scénario abkhaze concernant la Crimée (les citoyens russophones reçurent des passeports russes dans les années 2000).
Sur le plan politique, la Russie a soutenu de nombreux hommes politiques ukrainiens lui étant favorables dans le but de contrer le jeu diplomatique des États-Unis et d'éviter que l'Ukraine ne rejoigne l'OTAN.
En août 2008, la détérioration des relations russo-ukrainiennes se poursuit à l'occasion de la guerre entre la Géorgie et la Russie. Le président ukrainien a, en effet, déclaré que l'Ukraine est l'alliée de la Géorgie. Kiev reconnaît avoir livré des armes à Tbilissi. Une enquête a, d'ailleurs, prouvé que des volontaires ukrainiens avaient été envoyés auprès des Géorgiens lors du conflit. L'Ukraine avait également menacé de restreindre militairement les activités de la base navale russe de Sébastopol et de la fermer au croiseur lance-missiles Moskva, de retour des rivages abkhazes,.

### Conflits gaziers (2006-2009)

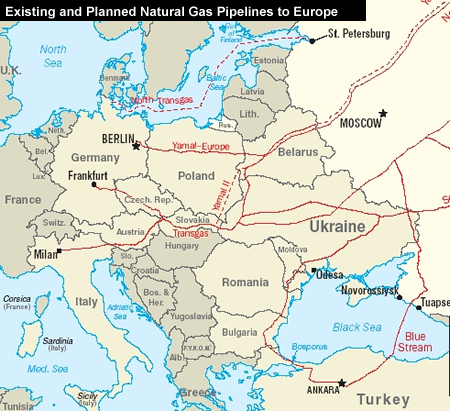
Gazoducs russes vers l'Europe.

Un premier conflit gazier, soulignant la dépendance énergétique de l'Ukraine vis-à-vis de la Russie, débute en mars 2005 pour culminer le 1er janvier 2006, Gazprom refusant d'alimenter les gazoducs ukrainiens à la suite d'un désaccord sur le prix de transit par les gazoducs ukrainiens. Le groupe étatique russe exige que Kiev paie le prix du marché mondial pour le gaz naturel. Le refus catégorique de Kiev aboutit à une suspension des fournitures de cette ressource stratégique. Le conflit s'est toutefois résorbé le 4 janvier 2006 à la suite d'une entente préliminaire entre la Russie et l'Ukraine résultant en une nouvelle formule de prix, le gaz russe au tarif international étant mélangé avec celui des pays de l'Asie centrale, sensiblement moins cher. Moscou tente d'opérer par la suite une reprise avec Kiev de l'entente amicale en termes économique, politique et social, sur une base pragmatique.
Une autre crise gazière majeure avec l'Ukraine éclate le 2 janvier 2009, à la suite d'un différend entre l'Ukraine et Gazprom sur le prix à payer en 2009 et faute de paiement d'une partie des livraisons de 2008, Gazprom a réduit, puis stoppé les livraisons du gaz naturel à l'Ukraine. Le résultat - des pays membres de l'UE reçoivent moins de gaz naturel en provenance du réseau gazier de Gazprom, lequel transite en grande partie par l'Ukraine. La Russie accuse l'Ukraine de siphonner le gaz destiné à l'Europe pour compenser les coupures des approvisionnements qu'elle subit et tente d'augmenter le débit des oléoducs qui transitent par la Biélorussie et la Turquie. De son côté, la Première ministre ukrainienne Ioulia Tymochenko accuse certains hommes d'affaires de son pays d'être corrompus par les milieux d'affaires voire politiques russes, entre autres ceux liés au schéma controversé de livraison du gaz russe via un intermédiaire opaque[réf. nécessaire].

### Présidence prorusse de Viktor Ianoukovytch: réchauffement des relations bilatérales (2010-2014)

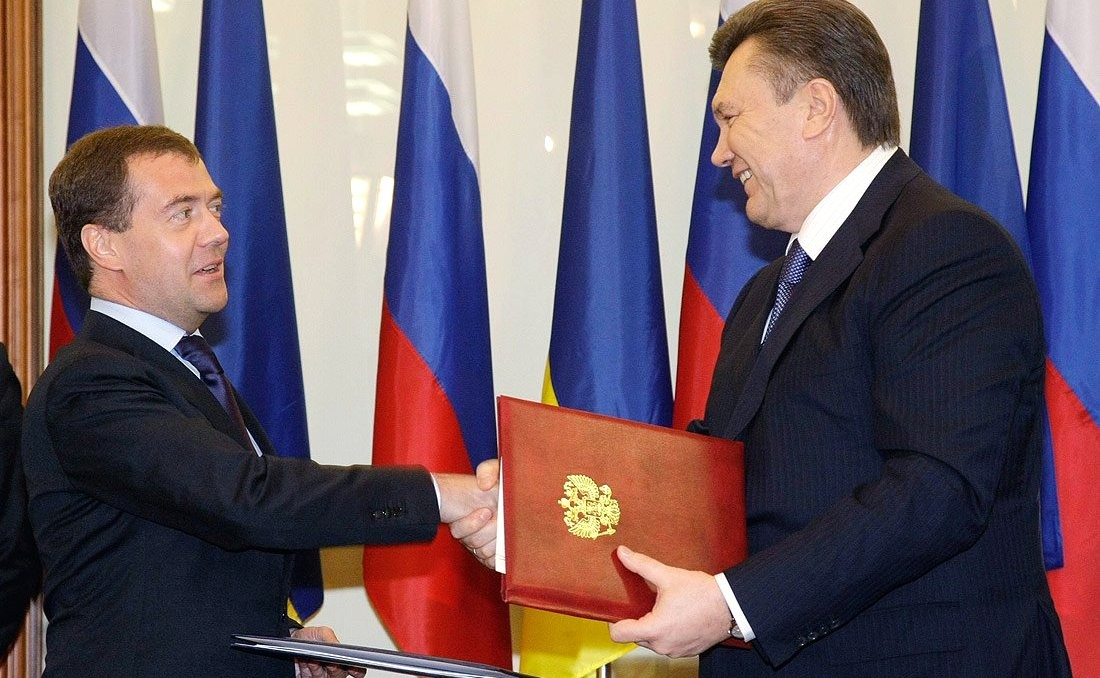
Signature de l'entente sur la flotte de la mer Noire et le gaz russe signée par les Présidents Dmitri Medvedev et Viktor Ianoukovytch, à droite, le 21 avril 2010.

L'élection le 7 janvier 2010 de Viktor Ianoukovytch à la tête de l'État ukrainien, considéré comme prorusse, a contribué au réchauffement des relations bilatérales.
Le 21 avril 2010, le nouveau président ukrainien Viktor Ianoukovytch a signé avec son homologue russe, Dmitri Medvedev, un traité portant d'une part sur le prolongement pour vingt-cinq ans du bail de la Flotte russe de la mer Noire basée à Sébastopol en Crimée, et d'autre part sur la diminution du prix du gaz russe livré à l'Ukraine de 30 %,. Sur le plan militaire, la Russie dispose d'une garnison de 13 000 hommes à Sébastopol.
Viktor Ianoukovytch s'est également rallié à la position russe concernant le Holodomor, la grande famine ukrainienne des années 1930. Contrairement à son prédécesseur Viktor Iouchtchenko, le nouveau président refuse de considérer le Holodomor comme un génocide.

### Révolution de2014, annexion russe de la Crimée et guerre du Donbass

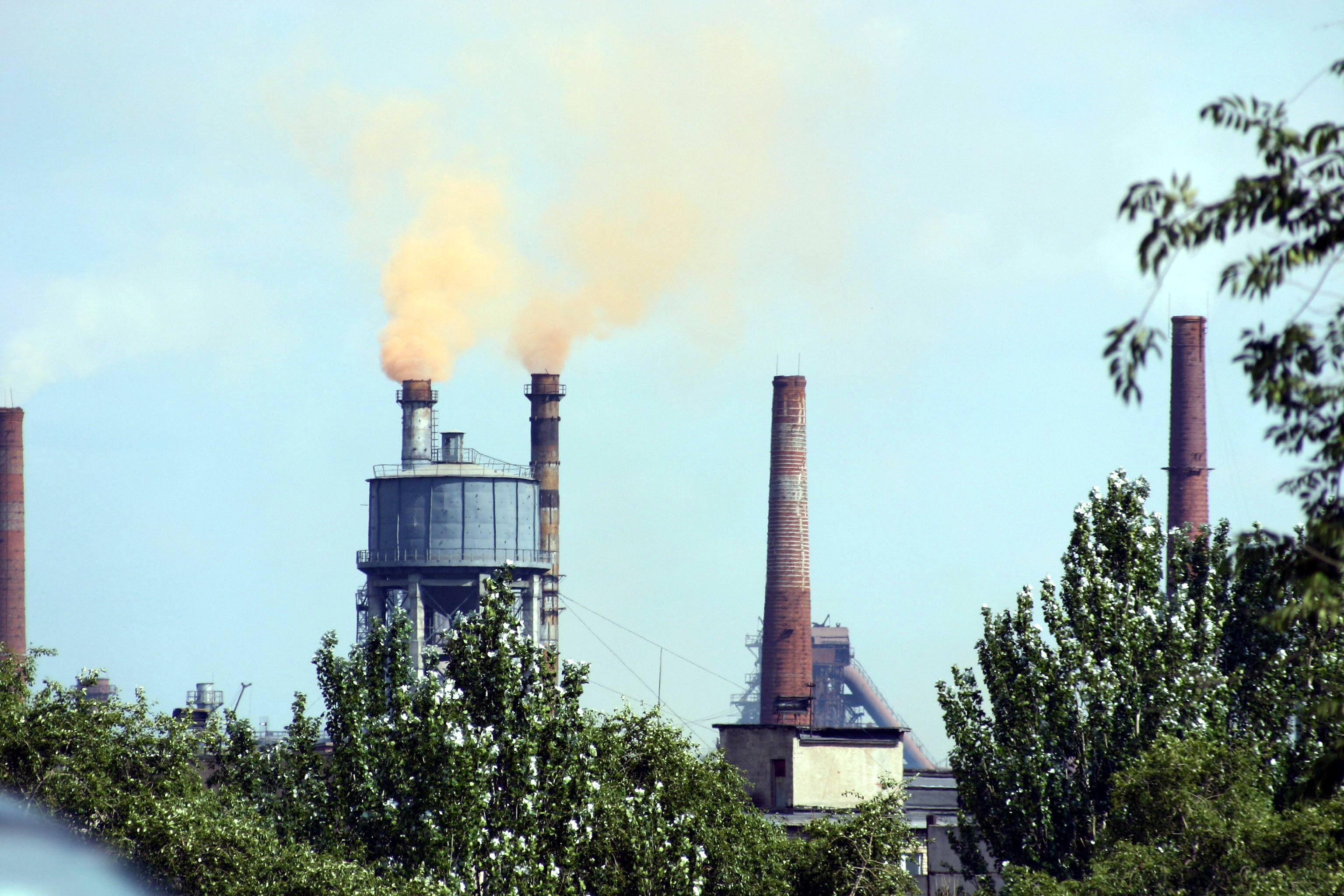
Industries de Donetsk, ville ukrainienne à prépondérance russophone.

Fin 2013, alors qu'un accord d'association doit être signé entre l'UE et l'Ukraine, la Russie essaie de faire pression sur Kiev pour le faire changer d'avis, notamment en restreignant certains produits, en revoyant les prix du gaz et en envisageant d’imposer aux citoyens ukrainiens un passeport étranger. Moscou craint en effet que cette union se fasse à son désavantage, alors que Vladimir Poutine ambitionne en même temps un rapprochement avec les pays anciennement soviétiques. De l'avis de l'analyste politique Vladimir Fessenko : « en mettant ainsi la pression, la Russie ne fait que pousser l'Ukraine dans les bras de l'Europe ». En novembre 2013, l'Ukraine décide finalement, en raison de pressions russes, de refuser l'accord avec l'Union européenne et de « relance[r] un dialogue actif avec Moscou ». Ce revirement entraîne d'importantes manifestations pro-européennes à Kiev rassemblant au moins 100 000 personnes et plusieurs centaines de milliers au total, l'occupation de la place Maidan et de la mairie, avec comme mot d'ordre la démission du Président Viktor Ianoukovytch. Le 23 février 2014, Ianoukovytch fuit en Russie et l'opposition prend le pouvoir, la Russie ne reconnaissant pas la légitimité du nouveau gouvernement ukrainien, qualifiant son accession au pouvoir de coup d'État. Débute alors une crise entre les deux pays, des troubles en Crimée et dans le sud-est de l’Ukraine avec la crise de Crimée et la guerre du Donbass.
Le 21 mars 2014, l'Ukraine signe le volet politique du Partenariat oriental avec l’Union européenne, dont le rejet par Viktor Ianoukovytch avait déclenché les manifestations d’Euromaïdan. L'année 2014 marque l'intensification de la prise de conscience nationale en Ukraine. L'année suivante, le Parlement de l'Ukraine vote quatre lois de décommunisation ; quelque 965 statues de Lénine sont déboulonnées entre 2013 et 2016 dans tout le pays. La tendance selon laquelle le passé de l'Ukraine est présenté comme une période de colonisation russe est de plus en plus présente.

### Sort de la Crimée

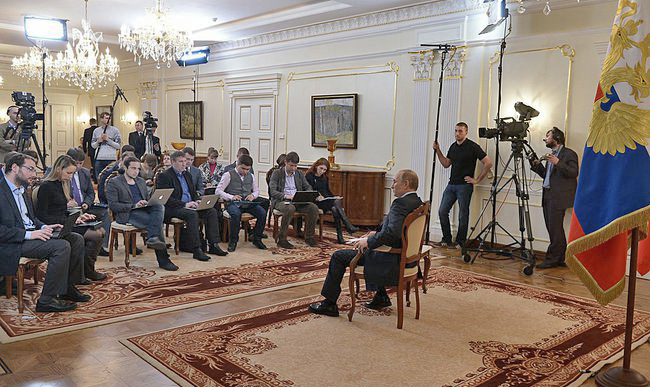
Le président russe Vladimir Poutine s'exprime lors d'une conférence de presse à propos de la situation en Ukraine le 4 mars, dénonçant les événements à Kiev comme un « coup anticonstitutionnel » et en insistant sur le fait que la Russie a le droit de « protéger ses citoyens en Ukraine ».

En 1921 est créée la RSSA de Crimée, faisant partie de la RSFSR. En 1954, Nikita Khrouchtchev offre la Crimée à la RSS d'Ukraine. Avec l'effondrement de l'URSS, il devient difficile à accepter pour une grande partie de sa population, d'origine russe ou russophone, que la Crimée soit dorénavant une partie intégrante de l'Ukraine indépendante. Cette situation provoque de nombreuses tensions entre la Russie et l'Ukraine, exacerbées par la présence de la flotte de la mer Noire sur la péninsule. Les tensions s'intensifient lorsque Simféropol, capitale de la Crimée, proclame ses propres lois dès 1992.
En 1997, les tensions diminuent lorsqu'un traité fut conclu entre Kiev et Moscou. Selon ce traité, la Russie reconnaît les clauses bilatérales du traité « Paix et Amitié » confirmant l'appartenance de Sébastopol à l'Ukraine. Le rattachement de la Crimée à l'Ukraine n'avait été reconnu qu'en 1997 par la Russie, pour dix ans seulement et uniquement compte tenu du statut autonome de la république de Crimée. L'ancienne flotte soviétique de la mer Noire et ses installations sont partagées entre l'Ukraine et la Russie. Ce partage a amené à certains conflits concernant les infrastructures hydrographiques de Sébastopol ainsi que les phares le long des côtes de la Crimée. La base navale de la flotte russe de la mer Noire est située à Sébastopol, grâce à un bail qui expirera en 2042 au lieu de 2017 à la suite des accords de Kharkov ratifiés en 2010 par Viktor Ianoukovytch.
Cependant, ce sont le commandement de la base navale de Sébastopol et les organisations russes qui contrôlent la ville, dominant le commerce et la vie culturelle. En effet, le transfert de Sébastopol à l'Ukraine n'a jamais vraiment été accepté par la société russe, considérant le transfert comme « temporaire ». La Russie continue à sponsoriser le tissu social prorusse, ainsi que l'éducation et les activités culturelles. Ces activités dénotent une certaine indépendance de Sébastopol vis-à-vis du reste de l'Ukraine, les autorités ukrainiennes ne contrôlant seulement les activités « formelles » telles que les impôts et la police.
Le phare du cap Sarytch, en Crimée, est occupé par l'armée russe depuis le 3 août 2005, à l'origine d'un différend entre la Russie et l'Ukraine; cette dernière souhaitant le récupérer.
Le 28 février 2014, des forces prorusses non-identifiées s'emparent des lieux stratégiques de Crimée (tels que le Parlement, les aéroports) et tentent de prendre les bases militaires ukrainiennes, déclenchant une crise diplomatique internationale. Le gouvernement ukrainien d’Oleksandr Tourtchynov accuse la Russie « d'invasion » et d'« occupation armée » tandis que la Russie nie la présence de soldats russes en Crimée et affirme que ces soldats sont des « forces locales d'autodéfense », tout en évoquant la possibilité d'envoi de troupes en Ukraine. À partir du 28 février, l'armée fédérale russe effectue des exercices près de la frontière ukrainienne, accentuant les tensions.
Le 11 mars 2014, le parlement de Crimée déclare l'indépendance de la république de Crimée (réunissant la république autonome de Crimée et Sébastopol). Malgré ces événements, le gouvernement ukrainien affirme qu'il n'enverra pas de troupes en Crimée, par crainte de dégarnir les frontières orientales de l'Ukraine, où la Russie a déployé d'importantes troupes. Au niveau international, les États-Unis, le Royaume-Uni, la France, l'Allemagne, l'Union européenne et de nombreux autres pays ont condamné la Russie, l'accusant d'intervenir militairement en Crimée et ainsi de violer le droit international et la souveraineté de l'Ukraine.
Le 18 mars 2014, à la suite d’un référendum tenu le 16 mars, le gouvernement russe annonce que la république de Crimée et la ville de Sébastopol, anciennement ukrainiennes, deviennent deux nouveaux sujets fédéraux de la fédération de Russie. Le rattachement est ratifié le 20 mars par la chambre basse avec 443 voix pour et une contre. La chambre haute (le sénat russe) fait de même le 21 mars à l'unanimité.
Le 19 mars 2014, le gouvernement ukrainien se préparerait à retirer ses troupes de Crimée vers l'Ukraine continentale « rapidement et efficacement ». Toutefois, les tensions restent fortes entre les deux pays en raison du soutien russe au soulèvement prorusse dans l'est du pays (Donbass).
Le 19 octobre 2014 un accord est trouvé avec Moscou en vue de rétablir le contrôle total de la frontière russo-ukrainienne.
Le 25 mai 2016, Nadia Savtchenko est graciée et échangée par la Russie contre deux Russes emprisonnés en Ukraine, Evgueni Erofeïev et Alexandre Alexandrov, accusés par Kiev d'appartenir au service de renseignement militaire russe (GRU) et d'avoir combattu aux côtés des rebelles dans l'Est lors de la Crise ukrainienne.
Le 8 mars 2017, l'Ukraine saisit la Cour internationale de justice au sujet de la Russie. Le 19 avril 2017, la Cour internationale de justice condamne la Russie pour le traitement infligé aux Tatars de Crimée mais demande des preuves à l'Ukraine en ce qui concerne le soutien de la Russie aux séparatistes.
Le gouvernement ukrainien empêche le déroulement, le 16 mars, de l'élection présidentielle russe de 2018 dans les consulats et ambassades russes situés sur son sol, en représailles à son déroulement en Crimée.
Le 25 novembre 2018, à la suite d'un incident naval dans le détroit de Kertch, la Russie capture trois navires ukrainiens en mer Noire. L’Ukraine envisage alors de déclarer la loi martiale. Selon le journaliste Igor Delanoë, « dans la crise de novembre, il s’agissait pour les Ukrainiens de défier le statu quo qui s’est établi à leur détriment en refusant de se plier aux procédures de franchissement imposées par les Russes. S’ils l’avaient voulu, ils auraient en effet très bien pu transférer ces petits navires par voie de terre, comme ils l’avaient fait en septembre avec deux patrouilleurs. Le 24 septembre, un détachement de deux navires de guerre ukrainiens — un remorqueur et un navire de sauvetage — a en outre franchi le passage de Kertch, après avoir signalé son intention et sous une étroite surveillance russe, sans que cela cause aucun incident. En décidant cette fois de ne pas laisser lanterner leurs navires dans la longue file d’attente qui s’étire aux abords du détroit en vertu de la convention de 2003, les Ukrainiens ne pouvaient ignorer que les Russes recourraient à la force. Ils souhaitaient obtenir une assistance militaire de la part de l’Organisation du traité de l'Atlantique nord (OTAN), à laquelle Kiev brigue l’adhésion, pour l’instant en vain. » Alors que l’élection présidentielle ukrainienne doit se tenir en mars-avril 2019, « les préoccupations électorales ont certainement pesé dans la tentative de forcer le verrou de Kertch, permettant au président Porochenko de se doter d'« une image de chef de guerre, sur laquelle il compte pour tenter d’améliorer sa popularité en berne. »

### 2019: élection de Volodymyr Zelensky
Le 21 avril 2019, Volodymyr Zelensky remporte l'élection présidentielle ukrainienne en battant le président sortant Petro Porochenko. Une possible détente dans les relations entre la Russie et l'Ukraine est à nouveau envisageable. Dmitri Peskov, porte-parole du Kremlin, déclare que « Moscou respectait le choix du peuple ukrainien, d’autant qu’il est très clair ». Moscou reste toutefois prudente.
Le 25 avril 2019, le président russe Vladimir Poutine se dit prêt à « rétablir complètement » les relations bilatérales. Il ajoute que « nous voulons, nous sommes prêts à rétablir complètement nos relations avec l'Ukraine mais nous ne pouvons pas le faire unilatéralement ».

### Regain de tensions en2021et invasion russe de l'Ukraine en2022
Un regain de tension commence fin 2021. La Russie déploie 100 000 et 150 000 hommes à la frontière avec l'Ukraine,. En réaction, 100 000 réservistes et des groupes de civils armés ukrainiens se préparent à une possible invasion. Des pourparlers entre la Russie et les États-Unis aboutissent à une baisse de tension en janvier 2022. Le 13 janvier, à Bruxelles, une réunion diplomatique réunit des envoyés russes et ceux de l'OTAN.
Fin janvier, les États baltes sont autorisés par les États-Unis à transférer à l’Ukraine des armes américaines dont des missiles antichars Javelin et des obusiers de 122 mm.
La Russie cherche, sans succès, à contraindre juridiquement l'OTAN et l'Ukraine, pour éviter que l'Ukraine ne puisse un jour rejoindre l'OTAN.
Des exercices militaires russes à proximité de la frontière nord de l'Ukraine et en Crimée sont déclenchés au lendemain d'annonces l'OTAN sur le déploiement de nouveaux moyens militaires en Europe orientale. 8 500 soldats américains sont placés en état d'alerte.
Le 24 février 2022, après des mois de tensions allant crescendo, l'armée russe lance une opération militaire de grande ampleur contre l'Ukraine. Le même jour, l'Ukraine rompt ses relations diplomatiques avec la Russie.

## Opinion publique

### Opinion publique ukrainienne
L'opinion publique ukrainienne avait une image plutôt positive de son voisin russe jusqu'à 2013. La Russie était perçue comme un pays ami, un allié sûr (58 % des opinions selon un sondage réalisé en 2009) avec néanmoins des fluctuations durant les périodes de tension entre les deux pays. Selon une étude réalisée au début des années 2000, les Ukrainiens n'éprouvaient aucune hostilité envers les Russes et se sentaient à l'époque relativement proches d'eux. Les Ukrainiens, interrogés en 2007, avaient majoritairement (56 %) une bonne opinion du président russe Vladimir Poutine. Entre 2005 et 2009 la proportion d'Ukrainiens souhaitant que la politique étrangère de leur pays privilégie un rapprochement avec la Russie était passé de 38,8 à 52,5 % avant toutefois de retomber à 38,8 % en 2012. La même année 40 % des Ukrainiens souhaitaient que l'Ukraine adhère à l'Union douanière portée par la Russie. Toutefois de grandes différences d'appréciation étaient constatés entre les régions occidentales de l'Ukraine (intégrées tardivement dans l'Ukraine) où la Russie était vue comme un simple pays voisin voire un pays ennemi et les régions méridionales et orientales où les liens étaient beaucoup plus forts. Il existait également un clivage entre les générations n'ayant pas connu l'Union soviétique peu attirées par la Russie et les plus de 50 ans (en 2012). Le rôle de la Russie dans Euromaïdan, l'annexion de la Crimée et le soutien apporté par l'armée russe aux séparatistes du Donbass ont changé en profondeur l'opinion ukrainienne. Le pourcentage de l'opinion favorable à la Russie avait chuté à 34 % en septembre 2015, la coopération avec la Russie n'était plus considéré comme un axe majeur de la politique étrangère que par 13,7 % de la population, l'adhésion à l'union douanière russe n'emportait plus que 15,9 % des suffrages et la différence de perception entre générations s'estompait. La poursuite du conflit larvé dans le Donbass a contribué à aggraver ce désamour des Ukrainiens pour le "pays frère".

### Opinion publique russe
En général, les sondages d'opinion russes montrent que les Russes ont jusqu'en 2013 une attitude plus négative vis-à-vis de l'Ukraine que les Ukrainiens vis-à-vis des Russes. Les facteurs avancés sont la volonté de l'Ukraine d'adhérer à l'OTAN, les tentatives ukrainiennes pour que l'Holodomor soit reconnu comme un génocide contre la nation ukrainienne et la réhabilitation de l'Armée insurrectionnelle ukrainienne ayant lutté contre l'URSS entre 1942 et 1954) par les nationalistes ukrainiens. 66 % des Russes (selon le VTsIOM en 2006) regrettent la dissolution de l'URSS (contre 50 % des ukrainiens selon un sondage similaire réalisé en février 2005). En 2005, 71 %, puis 48 % (en 2007) des Russes souhaitent une union avec l'Ukraine, bien qu'une union avec la Biélorussie soit bien plus populaire,. Parallèlement, un sondage en novembre 2009 a montré qu'environ 67 % des Ukrainiens se montrent favorables à une amitié entre les deux États, contre 55 % des Russes. Dans les universités russes, l'histoire de l'Ukraine n'est pas considérée comme une matière à part entière mais est incorporée dans l'histoire de la Russie.
| Opinion  | octobre 2008 | avril 2009 | Juin 2009 | Septembre 2009 | novembre 2009 | septembre 2011 | février 2012 |
| -------- | ------------ | ---------- | --------- | -------------- | ------------- | -------------- | ------------ |
| Positive | 38 %         | 41 %       | 34 %      | 46 %           | 46 %          | 68%            | 64 %         |
| Négative | 53 %         | 49 %       | 56 %      | 44 %           | 44 %          | 25%            | 25 %         |

NB : 80 % des Russes avaient une opinion positive (voire très positive) de la Biélorussie en 2009.
| Opinion  | octobre 2008 | juin 2009 | septembre 2009 | novembre 2009 | septembre 2011 | janvier 2012 | avril 2013 |
| -------- | ------------ | --------- | -------------- | ------------- | -------------- | ------------ | ---------- |
| Positive | 88 %         | 91 %      | 93 %           | 96 %          | 80 %           | 86 %         | 70 %       |
| Négative | 9 %          | -         | -              | -             | 13 %           | 9 %          | 12 %       |

## Relations économiques
La fédération de Russie après l'Union européenne et la Chine — mais devant la Turquie ou les États-Unis — est le troisième pays importateur et exportateur de biens en Ukraine d'après l'OMC en 2020.
L'Ukraine ne fait pas partie ni des cinq principales destinations d'exportation de biens (Union européenne : 41,3 %, Chine : 13,4 %, Biélorussie : 5,1 %, Turquie 5 %, Corée : 3,8 %) ni des cinq premières principales d'importation (Union européenne : 34.2 %, Chine : 21,9 %, Biélorussie : 5,5 %, États-Unis : 5,4 %, Japon : 3,6 %) de la Russie.
L'Ukraine ne fait pas partie ni des cinq principales destinations d'exportation de services (Union européenne : 35,9 %, États-Unis : 6,5 %, Chine : 6,2 %, Suisse : 6,1 %, Kazakhstan : 3,7 %) ni des cinq premiers principales d'importation (Union européenne : 47.5 %, Turquie : 7,7 %, États-Unis : 4 %, Chine : 3,7 %, Suisse : 3,3 %) de la Russie.
La Russie a mis en place à partir du 1er novembre 2018 des sanctions économiques contre l'Ukraine.